# Răpirea jurnaliștilor români în Irak
Răpirea jurnaliștilor români în Irak a fost un incident care a avut loc la data de 28 martie 2005, când trei jurnaliști români (Ovidiu Ohanesian, Sorin Mișcoci și Marie Jeanne Ion) se aflau în capitala irakiană de aproximativ o săptămână pentru a realiza interviuri cu premierul irakian și cu noul președinte al Irakului au fost răpiți în Irak împreună cu ghidul lor irakian Mohammed Munaf (despre care ulterior s-a aflat că avea și cetățenie americană) de către persoane necunoscute.
Răpitorii, care au declarat că fac parte din organizația intitulată Brigăzile Muadh Ibn Jabal, ar fi cerut ca, în schimbul eliberării jurnaliștilor, România să-și retragă într-un interval de 4 zile cei 860 de soldați angajați în cadrul Coaliției multinaționale din Irak.
În seara aceleiași zile, omul de afaceri sirian Omar Hayssam a anunțat că ar fi fost sunat de răpitori pentru o cerere de răscumpărare de câte un milion de dolari pentru eliberarea fiecăruia dintre cei patru ziariști.
După ce au fost ținuți 3 zile într-o locație din Bagdad, jurnaliștii răpiți au fost transferați la 1 aprilie 2005 în beciul unei ferme, aflată la 15 km sud de capitala irakiană, fiind eliberați după 55 de zile, la data de 22 mai 2005.
La 22 mai 2005, într-o declarație de presă, președintele României, Traian Băsescu, a mulțumit serviciilor secrete de informații străine și române, precum și autorităților americane din Irak, comunității arabe din țară care au contribuit la rezolvarea crizei. El a precizat că operațiunea de eliberare a ziariștilor a fost executată sută la sută de serviciile de informații ale statului român, "într-o excelentă colaborare între Serviciul de Informații Externe, Serviciul Român de Informații și Direcția Generală de Informații a Apărării" și a menționat că statul român nu și-a negociat nici politica externă și nici nu a plătit răscumpărarea jurnaliștilor.

## Suspiciune de înscenare
Ion Cristoiu a avansat ipoteza unei răpiri înscenate de Serviciile secrete române împreună cu cele străine pentru a crea o diversiune în rândurile adevăratelor celule teroriste prin născocirea unei celule noi, cea care i-a răpit de jurnaliștii noștri.
Colonelul SIE în rezervă Ionel Dragomir susține că cei trei jurnaliști români au fost răpiți inițial de o grupare controlată de servicii secrete străine care urmăreau să descopere teroriștii irakieni specializați în răpirea cetățenilor occidentali. Această răpire a fost înscenată pentru a se vedea dacă grupul care a făcut răpirea, care era sub control, va fi contactat de o organizație teroristă reală. Ulterior, operațiunea a scăpat de sub control, iar jurnaliștii au ajuns în mâinile unor teroriști adevărați.